# Hans-Joachim Mentzel

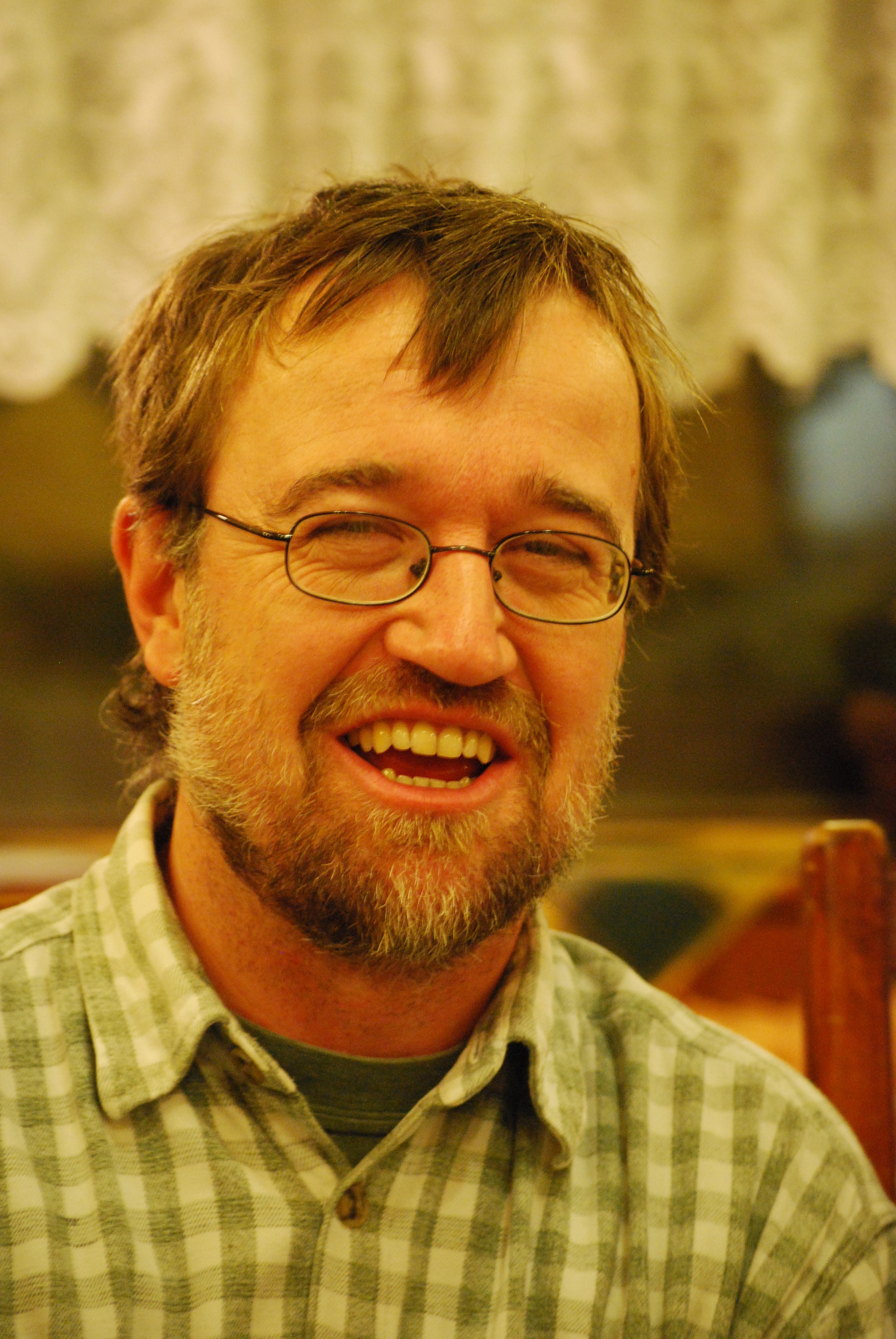
Hans-Joachim Mentzel (2009)

Hans-Joachim Mentzel (* 18. März 1966 in Saalfeld/Saale) ist ein deutscher Arzt und Kinderradiologe.

## Leben
Hans-Joachim Mentzel wuchs in Saalfeld, Thüringen, auf. Er studierte an der Friedrich-Schiller-Universität Jena Medizin. 1995 wurde er mit einer Dissertationsschrift zum Thema Funktionelle Magnetresonanztomographie (fMRT) kognitiver Leistungen. Eine fMRT-Studie mit Wisconsin Card Sorting Test und Continuous Performance Test zum Dr. med. promoviert. Nach langjähriger Tätigkeit als Radiologe am Universitätsklinikum reichte er 2005 eine Habilitationsschrift mit dem Titel Evaluierung alternativer osteodensitometrischer Verfahren für das Kindesalter ein; das Habilitationsverfahren wurde 2006 abgeschlossen und ihm die Venia legendi sowie der Titel Privatdozent verliehen. 2008 wurde Mentzel auf den neuerrichteten Lehrstuhl für Pädiatrische Radiologie am Institut für Diagnostische und Interventionelle Radiologie in Jena berufen. Hierfür lehnte er einen Ruf an die Julius-Maximilians-Universität Würzburg ab. Mentzel war von 2016 bis 2022 Präsident der internationalen deutschsprachigen Gesellschaft für Pädiatrische Radiologie (GPR e.V.), leitet die kinderradiologische Leitlinienkommission und war viele Jahre Vorsitzender der Arbeitsgemeinschaft Kinderradiologie in der Deutschen Röntgengesellschaft (DRG). Er leitet seit 2023 die Ärztliche Stelle für Qualitätssicherung Röntgendiagnostik in Thüringen, arbeitet in mehreren Arbeitsgruppen der Strahlenschutzkommission (SSK), ist engagiert im Kinderschutz und an der Entwicklung der Lernziel- und Gegenstandskataloge für Human- und Zahnmedizin beteiligt. Er ist Vertrauensdozent für das Cusanuswerk und Mitglied im Ökumenischen Beirat „Kirchen und Hochschulen in Jena“.
Hans-Joachim Mentzel ist verheiratet und hat zwei Kinder.